# STart
Pour les articles homonymes, voir Start.
STart était un magazine américain traitant de l'informatique et du jeu vidéo, consacré plus particulièrement à l'Atari ST. C'est un spin-off du magazine américain Antic.
Le magazine a publié 42 numéros et 908 articles, de l'été 1986 jusqu'à son dernier numéro de mai et avril 1991.
Le magazine utilisait un sous-titrage particulier empruntant le système des volumes, un volume correspondant environ à une période de publication de plus ou moins an. Ainsi le premier numéro est le STart Vol. 1 No. 1 et le dernier numéro est le STart Vol. 5 No. 7.